# Djurgårdens IF Fotboll 1903
Djurgårdens IF Fotboll spelade i dåvarande Rosenska pokalens spel 1903. Man förlorade i omgång 3 med 3–1 mot IFK Stockholm. 
Samma år förlorade man semifinalen i Svenska gymnastik- och idrottsfesten mot den danska klubben B 93 med hela 7–0.